# Тромйоган
Тромйоган (рос. Тромъёган) — річка в Росії, права притока Обі, тече у Сургутському районі Ханти-Мансійського АО.

## Фізіографія
Тромйоган бере початок на Сибірських Увалах, тече на південний схід і південь. Впадає в обську протоку Саніна між Сургутом і Лангепасом.

## Гідрологія
Довжина річки 581 км, площа басейну 55 600 км². Середньорічний стік, виміряний за 160 км від гирла біля села Єрмаково становить 112,67 м³/с (за результатами вимірянь у 1955—1987 роках). Багаторічний мінімум стоку спостерігається у березні (31,8 м³/с), максимум — у червні (361,97 м³/с). За період спостережень абсолютній мінімум місячного стоку (16,7 м³/с) спостерігався у квітні 1969 року, абсолютний максимум — у червні 1976 (573 м³/с).
Живлення мішане з переважанням снігового. Замерзає у жовтні — на початку листопада, скресає у травні. Повінь з травня до жовтня.
Головна притока — Аган — впадає у Тромйоган зліва у його низов'ях незадовго до гирла. Інші значні притоки: Ай-Тромйоган, Лук'ягун, Репорн'ягун, Нятлонгаягун, Сукур'яун, Тляттиягун, Ентль-Іміягун, Інгуягун. В басейні Тромйогана близько 90 тис. озер.

## Інфраструктура
Тромйоган судноплавний на 235 км від гирла (до села Русскінська). Його притока Аган судноплавна на 360 км від її впадіння у Тромйоган.
Населені пункти на річці: Кочова, Русскінська, Тром-Аган.
Відразу після злиття з Інгуягуном Тромйоган перетинає залізничний міст на гілці Тюмень — Сургут — Новий Уренгой, яка з'єднує Транссибірську магістраль з районами нафто- і газодобичі на півночі Західного Сибіру. Ще один залізничний міст перетинає Тромйоган дещо вище злиття з Аганом на відгалуженні залізниці, що веде від Ульт-Ягуна до Нижньовартовська. В багатьох місцях річка перетинається нафто- та газопроводами.